# شعب غوبي غوبي

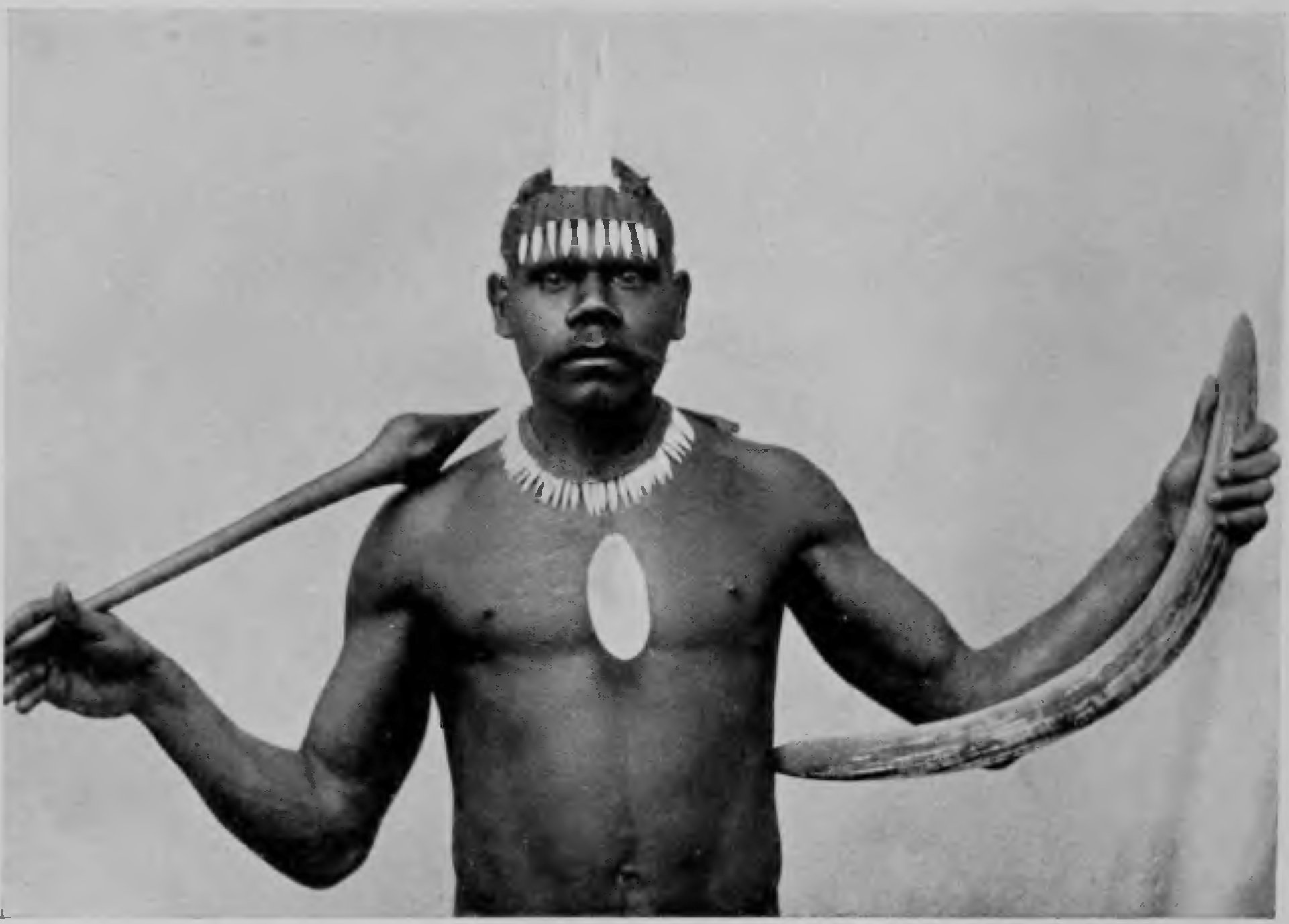
أحد أفراد شعب غوبي غوبي

شعب غوبي غوبي، هو شعب أسترالي أصلي من كوينزلاند الجنوبية الشرقية. يصنف اليوم واحدًا من بين مجموعات لغة موري في كوينزلاند.

## تاريخ الاحتكاك
توفي بعض من أفراد غوبي غوبي نتيجة تسميم جماعي طال 60 فردًا من السكان الأصليين في مستوطنة كيلوي عام 1842. قيل إن بين 50 و60 فردًا قتلوا نتيجة استهلاكهم أغذية ملوثة بالزرنيخ في محطة وايت سايد في أبريل من العام 1847. عندما ساق رجال الأعمال المستعمرون داخل منطقة الشعب الأصلي لإنشاء محطات رعوية، أقام شعب غوبي غوبي إلى جانب شعب بوتشيلا مقاومة شرسة امتدت بين عامي 1847 و1853، مات على إثرها 28 من المستعمرين إلى جانب مواشيهم. في يونيو من العام 1849، قتل الأخوان بيغ بطعنة رمح بينما كانا يرعيان الخراف في المنطقة. انتقم غريغوري بلاكسلاند، الابن السابع للمستكشف غريغوري بلاكسلاند، الذي توجه برفقة قوة من 50 فردًا من المستوطنين وقاطني المحطة إلى بينجيرا، ونصبوا كمينًا لمئة فرد من السكان الأصليين من قبيلة جين جين (الذين عرفوا لاحقًا باسم شعب غوبي غوبي) وهم نائمون. كانوا قد أقاموا وليمة على الخراف المسروقة. أصاب الرماة العديد منهم، حتى الهاربين منهم في نهر بورنيت. كانت المجزرة كبيرة، واكتشفت عظام كثيرين من الموتى في الموقع بعد عقود عديدة. قتل باكسلاند في عملية رد في وقت ما بين شهري يوليو وآب من عام 1850. انتقم لوفاته في مجزرة أخرى واسعة النطاق تعرضت لها القبائل في المنطقة.
يقال إن المدان الهارب جيمس ديفيس، عاش لفترة من الزمن مع شعب غوبي غوبي، إضافة إلى عدد من القبائل الأخرى. أيضًا، قضى جون ماثيو، رجل دين تحول إلى عالم أنثروبولوجيا، خمس سنوات معهم في مانومبار وأتقن لغتهم. وصف مجتمعهم في أفرودة «مونوغراف» بعنوان: قبيلتان ممثلتان لكوينزلاند. كان عدد أفراد غوبي غوبي الذين عاش معهم لا يزيد عن عشرين فردًا في أوائل عام 1880، وبحلول عام 1906، بعد أن تم نقلهم قسرا إلى محمية بارامبا (محمية للسكان الأصليين أنشئت بموجب قانون حماية السكان الأصليين وتقييد بيع الأفيون لعام 1897)، ذكر حينها أن من 3 إلى 4 أفراد أصليين من المجموعة كانوا أحياءً.

## الثقافة والشعب

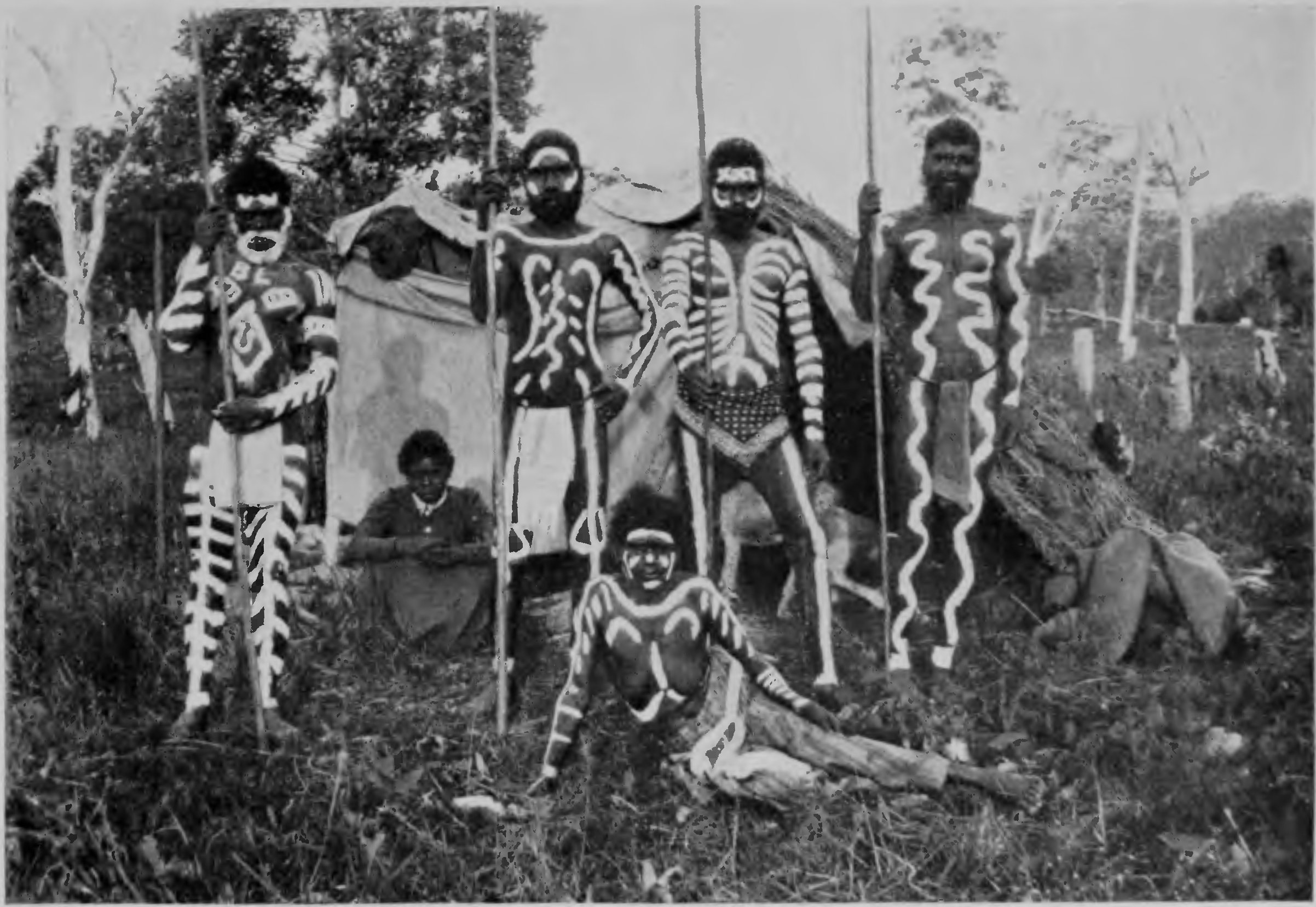
سكان يابر الأصليين، قبيلة كابي، نهر ماري، كوينزلاند

كان شعب غوبي غوبي -وهو الاسم الذي يفضلونه اليوم منذ عام 1998 والذي كان كابي كابي كما ذكر في الكتابات الاثنوغرافية القديمة- كان أحد مستضيفي احتفال صنوبر بونيا الكبير كل ثلاث سنوات، الذي ساهم بجذب العديد من الناس من مناطق بعيدة إلى منطقة سلسلة بلاكوال.
تنتمي سمكة الرئة الكوينزلاندية إلى مياه غوبي غوبي، وتعد تلك السمكة من بين المحظورات التي يمنع تناولها. تعرف السمكة في لغتهم باسم «دالا».
تجرى طقوس التلقين في موقع يطلق عليها «دور» أو دائرة بورا ويرأسها شخص يدعى «كاماران (الزعيم). من أبرز الموقع التي اختيرت لممارسة طقوس التلقين واقعة في بوبانجري، ووارابا بالقرب من كابولتشر، وبيورابا بالقرب من إبسوتش.

## أبرز أعلامهم
- آرثر بيتسون، لاعب دوري رغبي كوينزلاند، وقائد منتخب أسترالي سابق.
- إيف فيسل (حائزة على وسام أستراليا)، بطلة سابقة في رياضة رمي القرص من فيكتوريا في كوينزلاند، وهي أول كوري (مصطلح يصف مجموعة من السكان الأصليين في أستراليا) يحصل على الدكتوراه من جامعة أسترالية في عام 1990. هي عضو في كل من أمتي غوب غوبي وغونغولو.[19][20]
- لانس مكالم، عضو الهيئة التشريعية لولاية كوينزلاند عن دائرة بوندامبا الانتخابية، وذكر إرثه ذاك خلال كلمته الافتتاحية في 19 مايو عام 2020.